# Фернандо Мальоркский
Фернандо Мальоркский (кат. Ferran de Mallorca; 1278 — 5 июля 1316) — инфант Мальорки, виконт Омеласа, сюзерен Фронтиньяна.
Фернандо был третьим сыном короля Хайме II и Эскларамунды де Фуа.

## Биография
Сицилийский король Федериго II послал Фернандо в Грецию командовать от имени Федериго Каталонской компанией, однако не смог справиться с её предводителем Бернатом де Рокафортом. Возвращаясь вместе с Рамоном Мунтанером, он был схвачен в Негропонте венецианцами, и получил свободу лишь в 1310 году.
После краткого пребывания на родине, в 1313 году Фернандо прибыл на Сицилию, чтобы принять участие в войне против дома Анжу. В это время там находилась Маргарита де Виллардуэн, претендентка на престол Ахейского княжества. Фернандо женился на Изабелле де Сабран (дочери Маргариты от первого брака), и Маргарита передала молодожёнам свои права на Ахейю.
Маргарита умерла в марте 1315 года, а в мае того же года, вскоре после рождения сына, скончалась и Изабелла. Собрав небольшое войско, Фернандо отправился в Морею, чтобы обеспечить права своего сына. В июне 1315 года он взял Кларенцу. 
Осенью 1315 года Фернандо женился на Изабелле д’Ибелин, дочери сенешаля Кипра.
Весной 1316 года в Морею прибыли соперники: сначала Матильда де Эно, а затем её муж Людовик с помощью от венецианцев. Фернандо, так и не дождавшийся помощи ни с Сицилии, ни от Каталонской компании из Афинского герцогства, в июле 1316 года был убит в битве при Маноласе на месте современного города Варды.

## Семья и дети
В 1313 году Фернандо женился в Мессине на Изабелле де Сабран. У них был один сын:
- Хайме (1315—1349), унаследовал трон Мальорки

В 1315 году Фернандо женился на Изабелле Ибелин, дочери сенешаля Кипра Филиппа Ибелина. У них был сын, родившийся уже после смерти отца:
- Фернандо, унаследовал титул виконта Омеласа